# Véhicule électrique en Australie

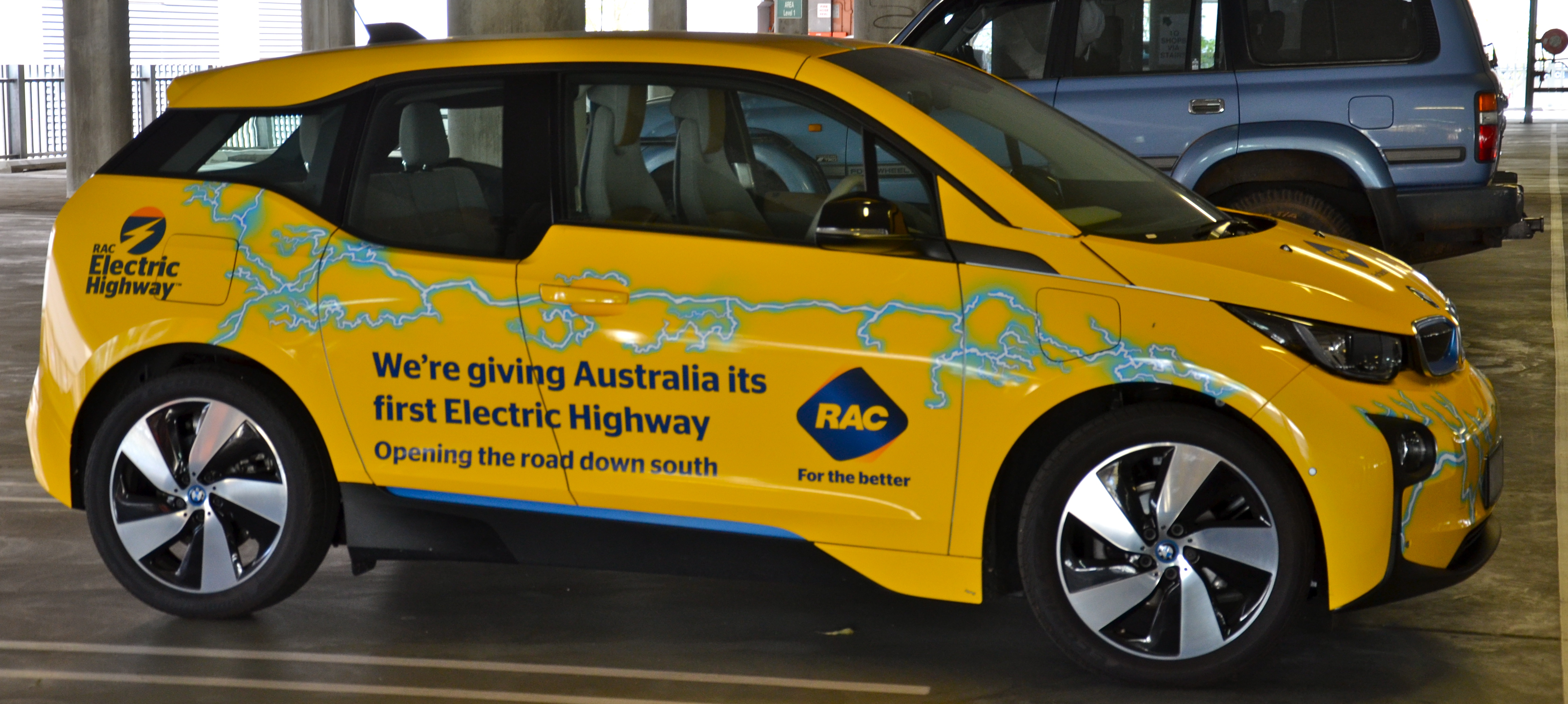
Véhicule électrique australien à Perth.

Le véhicule électrique en Australie se développe rapidement : en 2023, la part de marché de la voiture électrique atteint 12 % et le parc de voitures électriques est estimé à 150 000 voitures.

## Statistiques
En 2024, les ventes de voitures électriques en Australie ont atteint 91 292 voitures, soit 7,5 % du marché automobile. Le manque d'infrastructures de recharge est le principal frein.
Les ventes de voitures électriques en Australie en 2023 sont estimées par l'Agence internationale de l'énergie à 87 000 voitures et celles de voitures hybrides rechargeables à 11 000 voitures. La part de marché de ces deux catégories atteint 12 % contre 5,1 % en 2022. Le parc de voitures électriques est estimé à 150 000 voitures et celui de voitures hybrides rechargeables à 31 000 voitures, soit au total 1,2 % du parc automobile australien.
| Année                                                   | Voitures particulières | Part de marché | Parc    |
| ------------------------------------------------------- | ---------------------- | -------------- | ------- |
| 2014                                                    | 370                    | 0,2 %          | 780     |
| 2015                                                    | 760                    | 0,2 %          | 1 500   |
| 2016                                                    | 670                    | 0,2 %          | 2 200   |
| 2017                                                    | 1 200                  | 0,3 %          | 3 400   |
| 2018                                                    | 1 800                  | 0,4 %          | 5 200   |
| 2019                                                    | 6 300                  | 1,2 %          | 12 000  |
| 2020                                                    | 5 200                  | 1,1 %          | 17 000  |
| 2021                                                    | 17 000                 | 2,8 %          | 34 000  |
| 2022                                                    | 33 000                 | 5,1 %          | 67 000  |
| 2023                                                    | 87 000                 | 12,0 %         | 150 000 |
| Part de marché et parc : hybrides rechargeables inclus. |                        |                |         |

Les ventes de voitures électriques ont triplé en 2023 en Australie. Les trois modèles les plus vendus sont la Tesla Model Y (28 769), la Tesla Model 3 (17 347) et la BYD Atto 3 (11 042).

## Production et importation de véhicules électriques

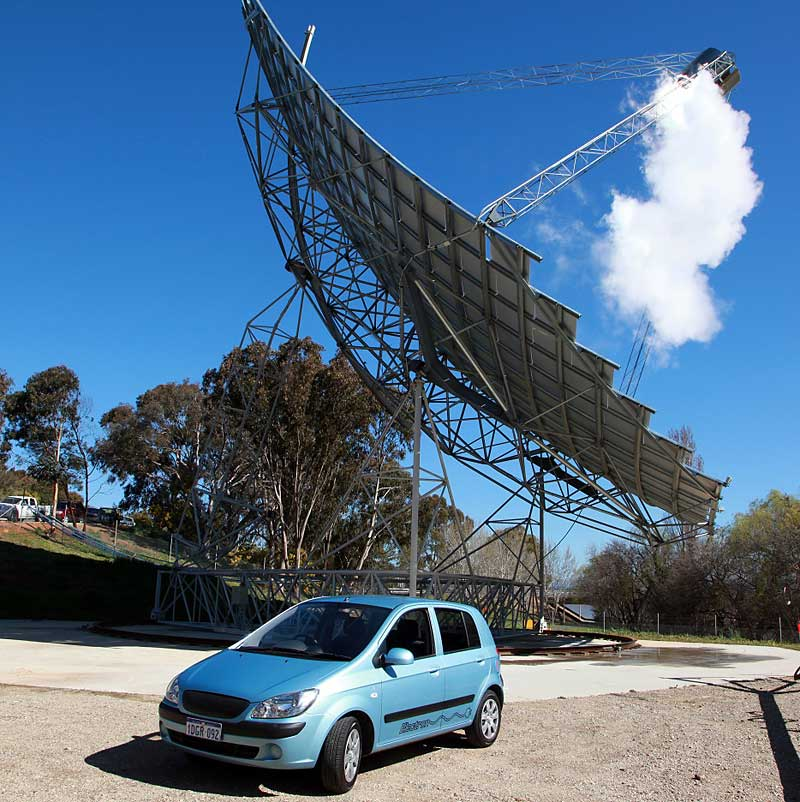
Blade Electron Mark V devant le grand réflecteur solaire Canberra ANU, 2010

La première voiture électrique australienne fut la Blade Electron, produite de 2008 à 2011 par l'entreprise australienne Blade par retrofit de voitures coréennes Hyundai Getz,.
En 2012, Holden Australia, filiale australienne de General Motors, lance une version électrique de la Holden Commodore, produite par EV Engineering au Port de Melbourne.
En 2010, Mitsubishi Motors commence à importer ses i-MiEV en Australie.

## Politique de soutien
En décembre 2020, le gouvernement libéral de l'État d'Australie-Méridionale dévoile son plan pour le véhicule électrique, dont l'objectif est 100 % des ventes de véhicules neufs en 2035 et
En 2021, le gouvernement travailliste de l'État de Victoria annonce une subvention de 3 000 dollars (en dollars australiens) pour l'achat d'un véhicule électrique de prix inférieur à 69 000 dollars et un objectif de 50 % des ventes de véhicules neufs 100 % électriques ou à hydrogène en 2030. Le gouvernement de l'État de Nouvelle-Galles du Sud dévoile en juin 2021 un programme de 490 millions de dollars d'aides, dont l'exonération du droit de timbre pour les véhicules électriques, un rabais de 3 000 dollars pour les 25000 premiers achats de véhicules neufs 100 % électriques ou à hydrogène de prix inférieur à 68 750 dollars, 171 millions de dollars aides à l'installation de bornes de recharge ; il fixe l'objectif de 52 % des ventes de véhicules neufs 100 % électriques en 2030-31.

## Stations de recharge

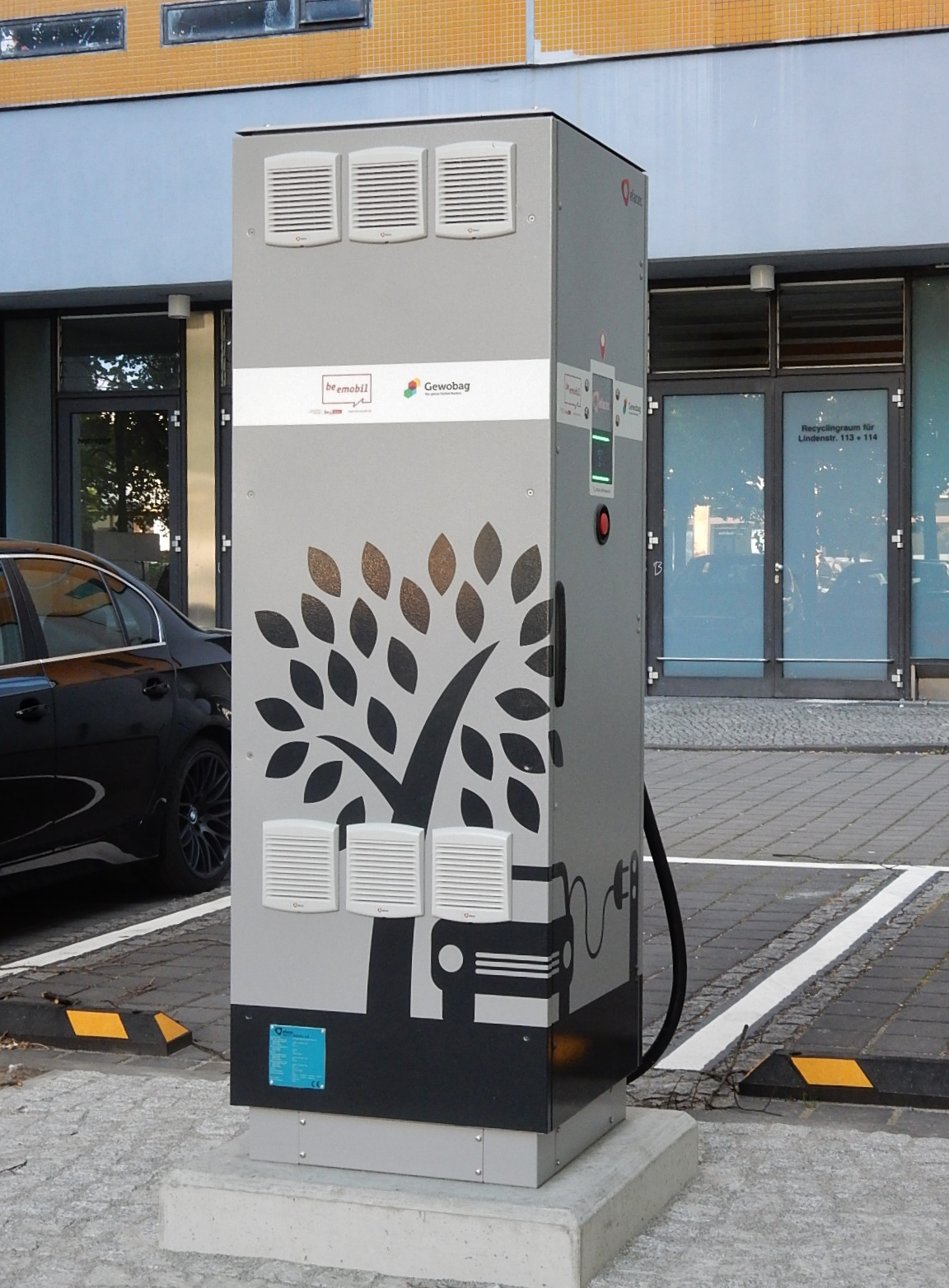
Station de recharge à

En 2023, l'Australie dispose de 2760 points de recharge accessibles au public, dont 660 points de recharge rapide. En 2021, le pays avait 2320 points de recharge, dont 320 points de recharge rapide.